# Cerkiew Przemienienia Pańskiego w Jekaterynburgu
Cerkiew Przemienienia Pańskiego (ros. Храм в честь Преображения Господня) – jedna z najstarszych prawosławnych cerkwi Jekaterynburga. Prace nad jej wzniesieniem trwały w latach 1808–1830. W czasach sowieckich zdewastowana i przekształcona w fabrykę produktów gumowych. Odzyskana przez wiernych w 1995.

## Historia

### Czasy Imperium Rosyjskiego
Pierwsza świątynia na terenie dzisiejszej cerkwi Przemienienia Pańskiego powstała w 1712 i poświęcona była św. Mikołajowi Cudotwórcy. Był to pierwszy prawosławny obiekt kultu na terenie Jekaterynburga, a wzniesiony został z błogosławieństwa metropolity syberyjskiego i tobolskiego Jana. Budynek był drewniany, a uroczystej konsekracji dokonano 12 lutego 1712. W 1747 spłonęła cerkiew św. Katarzyny, co spowodowało, że dla prawosławnych mieszkańców miasta cerkiew Przemienienia Pańskiego (św. Mikołaja) ponownie stała się w zasadzie jedynym obiektem sakralnym w Jekaterynburgu. Drewniana cerkiew Objawienia Pańskiego znajdowała się dopiero w fazie wznoszenia, co sprawiło, że władze, aby odciążyć cerkiew Przemienienia Pańskiego i zapewnić szerszy dostęp do nabożeństw mieszkańcom miasta, przyśpieszyły jej budowę. 27 września 1807, po prawie stu latach swego istnienia, jekaterynburska cerkiew św. Mikołaja spłonęła. Z pożaru udało się uratować srebrny kielich, patenę, ewangeliarz, krzyż, cyborium, a także lampy oraz świeczniki. Stopieniu uległ dzwon ważący około 40 pudów. Po oszacowaniu strat i uprzątnięciu terenu pogorzeliska szybko przystąpiono do budowy nowego miejsca kultu.
W 1808 na miejscu dawnej drewnianej cerkwi poświęconej św. Mikołajowi stanął, tym razem już murowany, budynek nowej świątyni. Błogosławieństwa budowie udzielił ordynariusz eparchii permskiej, Justyn, w którego jurysdykcji znajdował się wówczas Jekaterynburg. Z uwagi na warunki klimatyczne panujące na ziemi uralskiej nabożeństwa liturgiczne miały odbywać się w różnych kaplicach w miesiącach zimowych i letnich. 3 stycznia 1809 konsekrowano południową kaplicę poświęconą Kazańskiej Ikonie Matki Bożej. W 1821 konsekrowano główny ołtarz, poświęcony Przemienieniu Pańskiemu, która nadała wezwanie całej cerkwi. 21 kwietnia 1830 konsekrowano północną kaplicę, która poświęcona została św. Mikołajowi Cudotwórcy. Wokół cerkwi powstał także w tym okresie cmentarz parafialny.

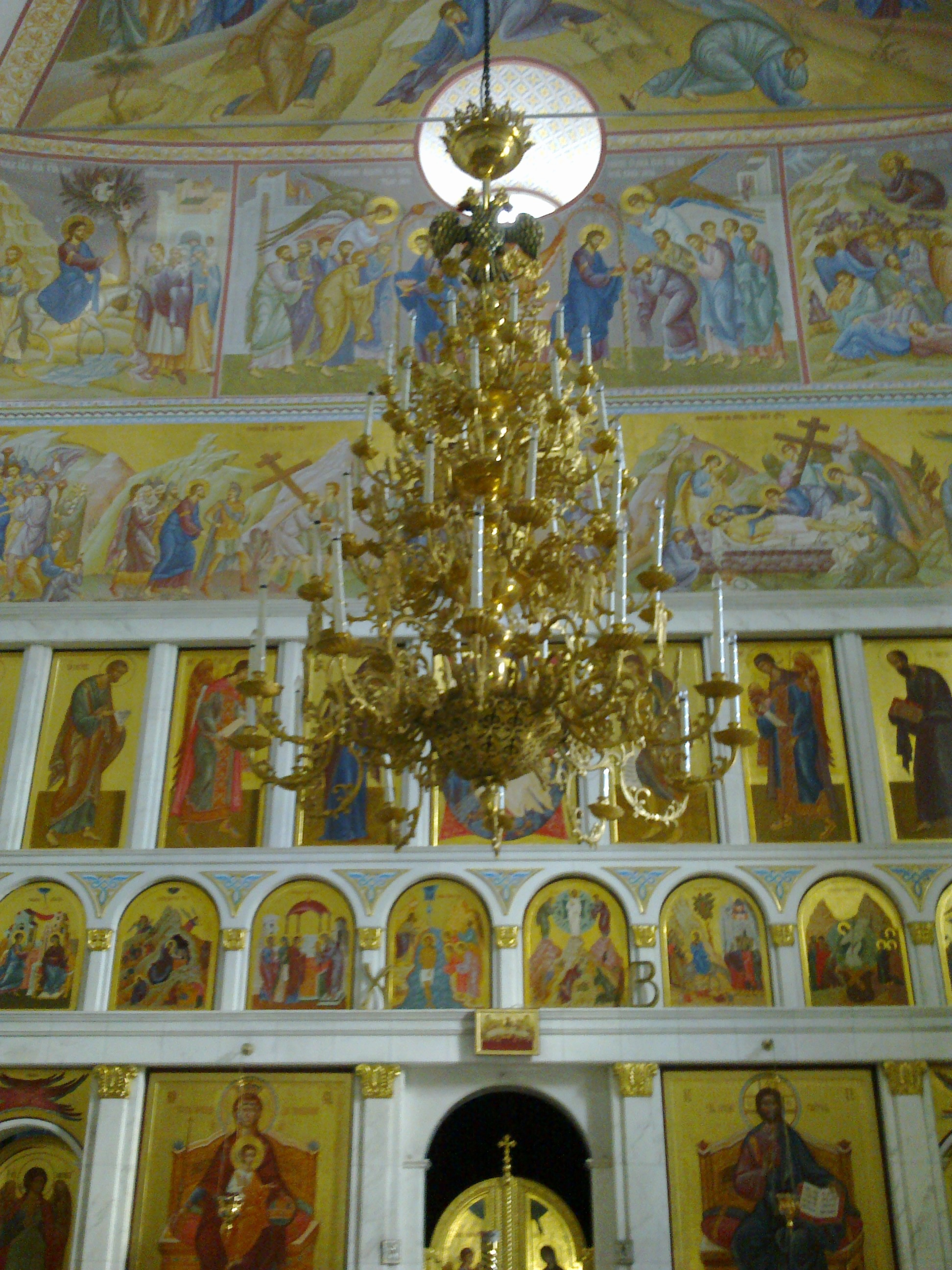
Wnętrze (2014)

W tym czasie w okolicy budynku cerkiewnego umiejscowiono także trzy czasownie. Pierwsza znajdowała się przy moście przerzuconym przez jedną z pobliskich rzek. Była ona murowana i poświęcona św. Mikołajowi. Kolejna powstała w 1850 nieopodal samej cerkwi i dedykowana była Wniebowstąpieniu Pańskiemu. Trzecią wzniesiono jeszcze w 1836, a poświęcono ją w święto Przemienienia Pańskiego. Wszystkie trzy czasownie zostały zniszczone w czasach sowieckich. W latach sześćdziesiątych XIX wieku w związku ze wzrostem liczby wiernych uczestniczących w nabożeństwach okazało się, że budynek cerkwi jest za mały, by pomieścić wszystkich chętnych. Świątynia została więc przebudowana, a po jej dwóch stronach wzniesiono nowe kaplice – tym sposobem uzyskano więcej miejsca w jej centralnej części i zlikwidowano ciasnotę. Prace rozpoczęły się 12 maja 1863. Kaplicę Kazańskiej Ikony Matki Bożej ponownie konsekrowano 27 września 1864, a kaplicę św. Mikołaja 20 kwietnia 1867.
W 1868 pochodzący z Rostowa kupiec Aleksiej Michajłowicz Pleszanow ufundował dla parafii kamienny budynek, który przeznaczono na szkołę parafialną, a także ofiarował jej kapitał w wysokości 300 rubli. Szkoła utrzymywana była ze źródeł kościelnych, a także z prywatnych darowizn wiernych. W 1910 r. W. Złokazow przekazał jej rzecz 250 rubli. W szkole nauczano m.in. śpiewu cerkiewnego, języka rosyjskiego i arytmetyki, a także organizowano odczyty i wykłady dla miejscowej ludności. Od 1910 parafia przy cerkwi Przemienienia Pańskiego działała na rzecz propagowania trzeźwości wśród mieszkańców miasta. W 1914, w święto Przemienienia Pańskiego, cerkiew stała się celem ogólnomiejskiej pielgrzymki z jekaterynburskich wspólnot parafialnych. Boska Liturgia sprawowana była przez jednego z biskupów, a mury świątyni nie mogły pomieścić wszystkich wiernych, którzy zapełnili plac przed nią się znajdujący.
W 1915 parafia liczyła około 2500 osób. Posiadała ona dwa murowane domy i 17 dziesięcin. Duchowieństwo składało się z jednego prezbitera, jednego diakona i jednego lektora. W archiwach eparchii zachowały się dokumenty o wynagrodzeniu pobieranym przez ówczesnych kapłanów. Prezbiter uzyskiwał miesięcznie 295 rubli, diakon 150 rubli, lektor 59 rubli i 48 kopiejek, osoba wypiekająca prosforę otrzymywała za swą posługę 24 ruble i 54 kopiejki. Dochód parafii wynosił wtedy 1310 rubli i 30 kopiejek.

### Czasy sowieckie
Upadek Imperium Rosyjskiego i przewrót bolszewicki w 1917, a następnie rosyjska wojna domowa całkowicie zmieniły sytuację wspólnoty parafialnej skupionej wokół jekaterynburskiej cerkwi Przemienienia Pańskiego. Władze bolszewickie rozpoczęły prześladowanie prawosławia, co  dotknęło także miejscowe duchowieństwo. Cerkiew dotknęły m.in. akcje otwierania relikwii i konfiskaty majątku. W 1926  władze miejskie przekazały budynek cerkwi odłamowi grigoriewców, którzy użytkować go mieli aż do zamknięcia świątyni. Prześladowania dotknęły także duchowieństwo, w 1937 aresztowano byłego kapłana parafii, Iasona Frołowa (ur. 1873, święcenia w 1898), który został następnie skazany na dziesięć lat w łagrach. 25 marca 1930 zburzono część kopuły cerkwi, a wkrótce rozebrano także jej dzwonnicę. W 1937 cerkiew ogołocono z resztek dekoracji i sprzętów liturgicznych, a następnie zamknięto.
26 listopada 1938 władze Swierdłowska przekazały pocerkiewne budynki jednemu z zakładów przemysłowych znajdujących się w tej okolicy. Ich wartość oceniono na 114 500 rubli. Po agresji Niemiec na ZSRR na ten teren ewakuowano jedną z moskiewskich fabryk zajmujących się wytwarzaniem produktów wykonanych z gumy. Wewnętrzna część budynku została całkowicie przebudowana na potrzeby produkcji przemysłowej. Jednolite dotąd wnętrza podzielono na piętra, zamurowano niektóre okna, ustawiono ściany, zamontowano instalacje elektryczną i ciepłowniczą, a także system rur. 26 maja 1944 w fabryce wybuchł pożar. Nagromadzenie wielu łatwopalnych materiałów chemicznych sprawiło, że szybko rozprzestrzenił się on po budynku dawnej cerkwi. Konstrukcja obiektu przetrwała, ale wewnątrz dawna cerkiew została całkowicie zniszczona. Po zakończeniu wojny w budynku nadal działała fabryka.

### Odzyskanie i remont cerkwi
Zmiana sytuacji dawnej cerkwi Przemienienia Pańskiego nastąpiła dopiero wraz z rozpadem ZSRR i przemianami jakie zaszły w Federacji Rosyjskiej w latach dziewięćdziesiątych XX wieku. Jeszcze pod koniec epoki sowieckiej Kościół Prawosławny zaczął odzyskiwać swe dawne świątynie. 1 czerwca 1993 arcybiskup Melchizedek ogłosił plany wskrzeszenia dawnej parafii skupionej wokół cerkwi Przemienienia Pańskiego. W 1994 władze fabryki, która zajmowała budynek dawnej świątyni oczyściły go ze sprzętu przemysłowego. Ogłoszono, że zostanie ona zwrócona wiernym prawosławnym. Cerkiew była w bardzo złym stanie technicznym. Pojawiły się wątpliwości, czy odbudowa będzie w ogóle możliwa. Lata prowadzenia produkcji przemysłowo-chemicznej zniszczyły zabytkowe wnętrza i sprawiły, że w niczym nie przypominały one dawnej świetności. Dodatkowo centralna część świątyni, z dawną kopułą, groziła zawaleniem.
W marcu 1995, jeszcze przed oficjalnym przejęciem budynku przez Rosyjski Kościół Prawosławny, rozpoczął się jego remont. W przeciągu zaledwie kilku tygodni dokonano prowizorycznych napraw, m.in. posadzek, ustawiono ołtarz oraz ikonostas, na dachu umieszczono krzyż oraz uprzątnięto wnętrza. Pośpiech miał na celu przygotowanie obiektu do sprawowania nabożeństwa w święta wielkanocne, które obchodzone były pod koniec kwietnia. W maju nieopodal cerkwi wzniesiono specjalną stelę, poświęconą zmarłym i poległym pracownikom pobliskiej fabryki. W międzyczasie postępowały prace remontowe, mające przygotować cerkiew do kolejnej wielkiej uroczystości, Święta Trójcy Świętej. Budynek i tereny przyległe zostały przekazane reaktywowanej parafii tuż przed świętem Przemienienia Pańskiego, które według kalendarza gregoriańskiego przypada 19 sierpnia. Specjalna komisja techniczna wydała też opinię, że pęknięcie w centralnej części obiektu (przy pozostałościach dawnej kopuły) nie grozi zawaleniem, co pozwoli tym samym na sprawowanie regularnych nabożeństw liturgicznych. Prace remontowe postępowały przy finansowym wsparciu wiernych, a także poprzez datki lokalnych przedsiębiorstw. Wymieniono posadzki, odrestaurowano ściany, odbudowano zniszczoną kopułę i dzwonnicę, przyłączono obiekt do sieci grzewczej i kanalizacyjnej. W latach 1997–1998 zakupiono ikonostasy do odnowionych kaplic (także dzięki ofiarności sponsorów, w tym jekaterynburskiego oddziału Łukoilu). Utworzono także chór cerkiewny, szkołę niedzielną dla dzieci i dorosłych, a także parafialną bibliotekę. Do 2001 ukończono większość prac remontowych, zarówno we wnętrzach cerkwi jak i na zewnątrz. 6 stycznia 2012 poświęcono nowy, największy jak dotąd, dzwon cerkiewny. Został on odlany w Kamieńsku Uralskim.

## Cerkiew Przemienienia Pańskiego obecnie

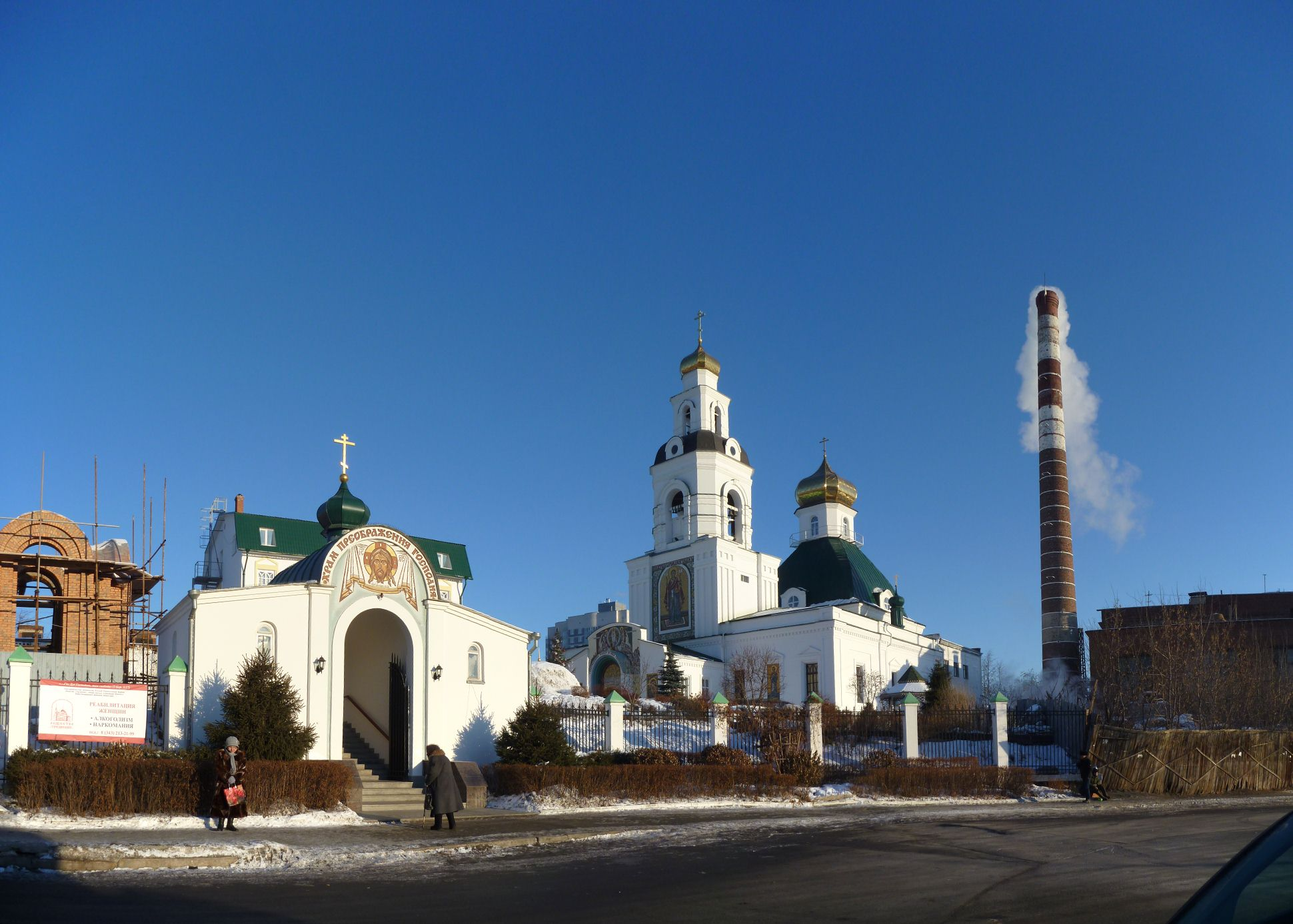
Cerkiew Przemienienia Pańskiego w 2012. Po prawej stronie widoczny charakterystyczny komin

Świątynia położona jest na terenie tzw. Uktusa, który wchodzi w skład rejonu czkałowskiego. Charakterystycznym elementem znajdującym się nieopodal cerkwi Przemienienia Pańskiego w Jekaterynburgu jest komin jednego z pobliskich zakładów przemysłowych, który sprawia wrażenie bycia integralną częścią obiektu. W cerkwi znajdują się trzy relikwiarze (raki) z różnymi relikwiami prawosławnych świętych. Pierwsza raka zawiera relikwie m.in. świętych Mitrofana z Woroneża, Tichona Zadońskiego, Włodzimierza, Hioba Poczajowskiego, Innocenty, Filareta i Mikołaja Swiatoszy. Druga zawiera relikwie m.in. świętych Germana Sołowieckiego, Teodozjusza Czernihowskiego i Kukszy Odeskiego. W trzeciej znajdują się natomiast relikwie świętych z Starców Optyńskich, Izaaka I, Ambrożego, Mojżesza, Nektariusza i Antoniego. Szczególnym kultem wierni otaczają Ikonę Bogurodzicy „Pantanassa” (ros. i cs. Wsiecaryca; pol. Królowa Wszystkiego). Oprócz niej w cerkwi znajdują się też ikony wspomnianych Starców Optyńskich, Matrony Moskiewskiej, Ukrzyżowania Chrystusa i Rzezi Dzieci Betlejemskich. 
W cerkwi organizowane są specjalne modlitwy w intencji nienarodzonych dzieci oraz kobiet, które poddały się aborcji. Z błogosławieństwa arcybiskupa jekaterynburskiego Wincentego przy cerkwi postanowiono wznieść kaplicę dedykowaną świętym-męczennikom Dzieciom Betlejemskim. W zamyśle twórców ma ona być miejscem modlitwy i pokuty, a parafia udzielać będzie pomocy kobietom znajdującym się w trudnych sytuacjach życiowych. Budowa rozpoczęła się w 2011 i trwała około osiemnastu miesięcy. 21 lipca 2011 poświęcono teren i wmurowano kamień węgielny. 27 października 2012 metropolita jekaterynburski Cyryl pobłogosławił krzyże i kopułę przyszłej kaplicy. 12 stycznia 2013 dokonał on jej uroczystej konsekracji.
Parafia skupia się także na działalności charytatywnej, udzielana jest pomoc dla najuboższych i potrzebujących, na ten cel organizowane są zbiórki pieniędzy oraz specjalne aukcje dobroczynne. Parafia zapewnia także wsparcie rodzinom wielodzietnym oraz bezdomnym. Przy cerkwi działa szkoła niedzielna dla dzieci i dorosłych, w której cykl nauczania trwa trzy lata. W 1995 roku uruchomiona została biblioteka parafialna. Początkowo dysponowała ona około 500 woluminami o tematyce religijnej, by po 2010 liczba ta sięgnęła ok. 14 000 pozycji. Codziennie odbywa się Boska Liturgia, wiernym udzielane są też wszystkie dostępne dla nich sakramenty.  
21 maja 2012 świętowano trzechsetną rocznicę powstania pierwszej świątyni na terenie dzisiejszej cerkwi. W uroczystościach wzięli udział metropolita Cyryl, a także hierarchowie Kościoła Prawosławnego z eparchii jekaterynburskiej. W święto Przemienienia Pańskiego cerkiew jest chętnie odwiedzana przez wiernych. Mimo że jest w stanie pomieścić kilkaset osób, to tego dnia wierni nie mieszcząc się w jej wnętrzach, zmuszeni są do uczestnictwa w nabożeństwach na placu przed cerkwią. 19 sierpnia 2012, w dzień obchodów tego święta, Boskiej Liturgii przewodniczył metropolita jekaterynburski Cyryl. Cerkiew Przemienienia Pańskiego w Jekaterynburgu jest jednym z najchętniej odwiedzanych obiektów sakralnych w mieście. W niedziele i święta w nabożeństwach liturgicznych bierze udział prawie tysiąc wiernych.